# Anaílson Brito Noleto
Anaílson Brito Noleto (* 8. März 1978 in Estreito) ist ein ehemaliger brasilianischer Fußballspieler.

## Karriere
Anaílson begann seine Karriere 1998 bei Rio Branco EC. 2001 wechselte er zum Erstligisten AD São Caetano. 2001 wurde er mit dem Verein Vizemeister der Campeonato Brasileiro Série A. 2005 wechselte er zu Marília AC. 2006 wechselte er zum japanischen Zweitligisten Tokyo Verdy. Sommer 2006 kehrte er nach Brasilien zurück und unterschrieb einen Vertrag bei EC Santo André. Von 2007 bis 2011 spielte er bei Atlético Goianiense. Danach spielte er bei EC XV de Novembro, EC Rio Verde, Sobradinho EC und Anápolis FC.